# Anisodes egens
Anisodes egens är en fjärilsart som beskrevs av Louis Beethoven Prout 1922. Anisodes egens ingår i släktet Anisodes och familjen mätare. Inga underarter finns listade i Catalogue of Life.